# 트로폰
트로폰(tropone) 또는 2,4,6-사이클로헵타트라이엔-1-온(Cyclohepta-2,4,6-trien-1-one IUPAC이름)은 2가 케톤의 일종이다. 화학식은 C7H6O이다. 케톤이자 공액계를 이뤄 방향족성을 띈다. 트로폰 구조를 가진 화합물로 콜히친이 있다. 상온에서는 점성이 있는 액체의 형태이다. 트로폰 자체는 자연에서 발견되는 화합물은 아니지만, 트로폰 구조를 가진 화합물은 자연에서 찾아볼 수 있다. 

## 성질
카보닐기가 산소 원자쪽으로 음전하가 쏠려, 중심의 탄소 고리에 6개의 파이전자가 있게 되어 휘켈 규칙에 따라 방향족성을 띈다.
방향족이 되기 위해 음전하가 더 쏠려 사이클로헵타온(3.04 D)보다 더 큰 쌍극자 모멘트(4.17 D)를 가진다.

## 합성
트로폰의 합성에는 많은 방법이 있다. 
1. 이산화셀레늄을 사용한 산화를 통해 시클로헵타트리엔을 트로폰으로 합성[2]
2. 시클로헵테논을 브롬화해 트리브로모트로폰을 합성 후 수소 분해로 트로폰을 합성[2]

등이 있다. 

## 용도
트로폰 자체의 용도로는 다른 화합물의 합성에 사용된다. 트로폰의 유도체인 트로폴론은 화장품에 사용되는 방부제로 주로 사용된다.

## 같이 보기
- 트로필륨 이온
- 트로폴론